# Thomas Pichler (hockeista su ghiaccio 1985)
Thomas Pichler (Bolzano, 9 maggio 1985) è un ex hockeista su ghiaccio italiano, di ruolo attaccante.

## Carriera

### Club
Cresciuto hockeisticamente nell'HC Brunico, divenuto poi HC Val Pusteria,, esordì nell'hockey professionistico nella terza serie finlandese con il RoKi di Rovaniemi, rientrando in Italia nel 2004. Tornò dunque all'HC Val Pusteria, con cui giocò fino al 2011 con il grado di capitano (il più giovane nella storia dei pusteresi). Coi pusteresi si aggiudicò una Coppa Italia.
Per la stagione 2011-2012 venne acquistato da un'altra squadra altoatesina, il Ritten Sport, con i quali rimase una sola stagione. Il 18 novembre 2012 firmò un accordo in Serie A2 con il Kaltern-Caldaro e a fine stagione decise di abbandonare l'hockey. Nel novembre 2014, tuttavia, decise di ritornare a vestire la maglia dei Lucci.
Nel gennaio del 2015 lasciò Caldaro sulla Strada del Vino per tornare a giocare con il Val Pusteria.
Rimasto lontano dal ghiaccio anche nella stagione 2015-2016, ha poi fatto nuovamente ritorno al Caldaro, di cui nella stagione 2017-2018 è diventato capitano. Al termine della stagione, ha annunciato nuovamente il ritiro.

### Nazionale
Dopo aver giocano in Under 18 ed in Under 20, dal 2008 fu convocato in diverse occasioni dalla Nazionale maggiore, con cui disputò i mondiali di Prima Divisione nel 2009.

## Palmarès

### Club
- Coppa Italia: 1

Val Pusteria: 2010-2011

### Nazionale
- Campionato mondiale di hockey su ghiaccio - Prima Divisione: 1

Polonia 2009